# Un anno con Salinger
Un anno con Salinger (My Salinger Year) è un film del 2020 scritto e diretto da Philippe Falardeau, basato sul romanzo autobiografico omonimo di Joanna Rakoff.

## Trama
Nel 1995, l'aspirante scrittrice californiana Joanna abbandona l'università per trasferirsi a New York, dove diventa assistente dell'intransigente Margaret, agente letteraria del leggendario J. D. Salinger.

## Promozione
Il primo trailer italiano del film è stato diffuso il 19 ottobre 2021.

## Distribuzione
Il film è stato presentato in anteprima al Festival internazionale del cinema di Berlino il 20 febbraio 2020. È stato distribuito in Italia da Academy Two l'11 novembre 2021.